# ستانلي جونز
ستانلي جونز (بالإنجليزية: Stanley Jones)‏ هو كاتب عدل ‏ وقاضي أسترالي، ولد في 10 سبتمبر 1941 في ماكاي في أستراليا.